# Ajan
Ajan (ros. Аян) - wieś w Rosji, w Kraju Chabarowskim, w rejon ajano-majskim. Wieś jest stolicą tego rejonu.
W 2010 liczyła 967 mieszkańców.